# Melford Spiro
Melford Elliot Spiro, ameriški antropolog, * 26. april 1920, Cleveland, Ohio, ZDA, † 18. oktober 2014.
Spiro se je specializiral za psihološko antropologijo. Poznan je po preučevanju kibucev in Westermarckovega učinka.